# Young Turks
Young Turks is een nummer van de Britse zanger Rod Stewart. Het is de tweede single van Stewarts elfde studioalbum Tonight I'm Yours uit 1981. In oktober dat jaar werd het nummer eerst op single uitgebracht in de EU, VS en Canada. In november volgde Japan en in januari 1982 Australië en Nieuw-Zeeland.
In het nummer gebruikt Stewart een synthpop- new wavegeluid, wat hij eerder niet deed. Opvallend is dat de titel van het nummer niet in de tekst voorkomt. De titel verwijst naar de Jonge Turken, een bijnaam voor een politieke hervormingsbeweging.

## Achtergrond
De plaat werd wereldwijd een hit. In thuisland het Verenigd Koninkrijk werd de 11e positie bereikt in de UK Singles Chart. In de Verenigde Staten werd de 5e positie bereikt in de Billboard Hot 100. In Canada en Israel werd zelfs de nummer 1-positie bereikt, in Australië de 3e, in Nieuw-Zeeland de 19e en in Zuid-Afrika de 2e positie.
In Nederland werd de plaat in de winter van 1981-1982 veel gedraaid op Hilversum 3 en werd een hit in de destijds drie landelijke hitlijsten op de nationale publieke popzender. De plaat bereikte de 9e positie in de Nederlandse Top 40, de 10e positie in de TROS Top 50 en de 14e positie in de Nationale Hitparade. In de Europese hitlijst op Hilversum 3, de TROS Europarade, werd de 10e positie bereikt.
In België bereikte de plaat de 4e positie in de Vlaamse Radio 2 Top 30 en de 5e positie in de voorloper van de Vlaamse Ultratop 50. In Wallonië werd géén notering behaald.